# 哈滕格納赫河
哈滕格納赫河（羅馬化：Khatyngnakh）是俄羅斯的河流，屬於烏揚季納河的左支流，由薩哈共和國負責管轄，河道全長444公里，流域面積約10,100平方公里，河水主要來自融雪和雨水。